# Artakserkses III
Artakserkses III Ochos (staropers. 𐎠𐎼𐎫𐎧𐏁𐏂; zm. 338 p.n.e.) – król perski z dynastii Achemenidów, syn i następca Artakserksesa II oraz królowej Statejry. Panował w latach 358–338 p.n.e., od 342 p.n.e. był także władcą Egiptu. Na czas jego panowania przypada krótkotrwały renesans potęgi perskiego imperium.
Był najmłodszym z trojga synów Artakserksesa II i Statejry; jego starszymi braćmi byli Dariusz i Ariaspes. Poza nimi Artakserkses miał rzekomo jeszcze ponad setkę synów z konkubin. Dariusz został skazany przez ojca na śmierć, zaś Ariaspesa skłoniono do popełnienia samobójstwa.
Artakserkses III był bezwzględnym władcą i despotą, zyskując sobie opinię najbardziej krwiożerczego ze wszystkich achemenidzkich władców. Po objęciu tronu zgładził krewnych zagrażających jego władzy. Podporządkował sobie buntujących się satrapów z wyjątkiem satrapy Karii Mauzolosa. Stłumił też bunty w Fenicji i na Cyprze. Zawarł sojusz z królem Filipem II macedońskim, który był formą wywarcia presji na popierające buntowników Ateny. Układ ten wyznaczał strefy wpływów obu stronom: Persja miała panować w Azji Mniejszej, Macedonii zaś przypaść miała w udziale Grecja.
W 343 p.n.e. podjął udaną wyprawę celem odzyskania utraconego przez jego ojca Egiptu. Do kluczowego, zwycięskiego dla Artakserksesa starcia doszło pod Peluzjum. Osiągnął cel za pomocą greckich najemników, którzy w tych czasach zaczęli odgrywać coraz większą rolę w perskim wojsku. Satrapą Egiptu uczynił Ferendatesa. Ochos własnoręcznie zabił świętego dla Egipcjan byka Apisa i nakazał czcić wprowadzonego przez siebie osła. Zabito także świętego barana w Mendes. Dla upamiętnienia podboju na niektórych bitych w jego państwie monetach przedstawiany był w egipskiej koronie.
Zginął otruty przez spiskowców, którym przewodził eunuch Bagoas. Ocenia się, że choć Ochos był krwiożerczy, to był jednocześnie zdolny, a jego zabójca mordując go zniszczył imperium perskie. Jego następcą został syn – Arses.